# Bruno Henschel
Bruno Henschel (* 12. Februar 1900 bei Greifswald; † 2. Oktober 1976 in Ost-Berlin) war ein deutscher Verleger und Publizist.

## Leben
Henschel war Sohn eines Arbeiters und machte eine Berufsausbildung als Dreher. 1918 wurde er Mitglied des Metallarbeiterverbandes und der Sozialistischen Arbeiter-Jugend. 1924 wurde Henschel Mitarbeiter, 1928 Geschäftsführer des Volksbühnenverlags in Berlin, der 1933 von den Nationalsozialisten aufgelöst wurde. Henschel arbeitete bis 1945 als Dreher wie auch als Inhaber eines Milchgeschäfts in Berlin-Schöneberg.
1945 trat er in die Kommunistische Partei Deutschlands (KPD) ein und wurde 1946 Mitglied der Sozialistischen Einheitspartei Deutschlands (SED). November 1945 gründete er gemeinsam mit seinem Sohn einen Bühnenvertrieb, aus dem 1946 der gemeinsam mit Fritz Erpenbeck und Henschels Sohn betriebene Henschelverlag (Bühnenvertrieb u. Verlag Henschel & Sohn) hervorging. 1951 fusionierte sein Verlag unter seiner Leitung mit dem Deutschen Filmverlag und dem Deutschen Funkverlag zum Henschelverlag Kunst und Gesellschaft, der 1952 in SED-Eigentum überführt wurde. Henschel blieb  bis 1967 Verlagsleiter. Auch nach seinem Ausscheiden wurde der Verlag unter seinem Namen weitergeführt. Nur sehr wenigen ausgewählten Persönlichkeiten war es, meist in persönlicher Absprache mit Walter Ulbricht, gestattet, ihr Institut unter ihrem Namen zu führen. 1960, 1965 und 1975 wurde Henschel mit dem Vaterländischen Verdienstorden geehrt.